# خانيوال
خانيوال (بالأردوية: خانیوال)‏ هي مدينة، في باكستان، تقع في Khanewal District ‏ ، وهي عاصمتها، بلغ عدد سكانها 227,059 نسمة وذلك حسب إحصائيات سنة 2017.

## أعلام
- عبد الرشيد
- محمد كاشف
- ارشد نديم